# José Teixeira da Mata Bacelar
José Teixeira da Mata Bacelar (c. 1770 — 25 de maio de 1838) foi um magistrado e político brasileiro. Foi membro da Junta governativa Gaúcha de 1822-1824 e deputado geral e senador do Império do Brasil de 1826 a 1838.